# Death on Two Legs
«Death on Two Legs (Dedicated to...)» es una canción de la banda de rock británica Queen, y es la canción que abre su cuarto disco A Night at the Opera. La canción fue escrita por Freddie Mercury y describe su odio hacia el mánager original de Queen, Norman Sheffield, que tiene la fama de haber maltratado la banda y abusado de su papel de mánager entre 1972 y 1975. Roger Taylor también añadió que, a pesar del éxito de "Killer Queen" y Sheer Heart Attack, el álbum que precedió A Night at the Opera, la banda estaba en bancarrota antes de que se hiciera el álbum.
La canción fue grabada y mezclada en Sarm East Studios a finales de 1975. Como en "Bohemian Rhapsody", la mayoría de las partes de la guitarra en la canción fueron tocadas inicialmente por Mercury, para ayudar al resto del grupo a entender la estructura y estilo de la canción.

## Composición
La canción está dominada por guitarras, una voz principal fuerte y coros, así como piano. Está en un compás de 4 por 4, y tiene una introducción de arpegios con guitarras de heavy metal, contrabajo curvado, ruido de sonidos mecánicos y un fuerte chillido de Roger Taylor, que abruptamente conduce a la canción en si menor. Hay numerosas subsecciones y capas, como era típico de Queen por entonces. Los versos tienen secciones cortas con el tempo prácticamente reducido a la mitad, y los coros se enfatizan con armonías fuertes y rellenos de tambor.
En lo que respecta a la estructura musical, la canción comienza con una compleja introducción in crescendo de arpegios que alcanza niveles pandemoníacos para finalmente develar un riff que recrea una atmósfera siniestra, el cual fue compuesto por Mercury al piano (Grand-piano blanco) y luego trasladado a la guitarra por May y que constituye el eje musical sobre el cual se desarrolla toda la melodía. Death On Two Legs siempre fue una favorita tanto de Queen como de los fanes en vivo, por lo que solían tocarla completa hasta 1977. Desde 1978 comenzaron a tocar sólo la mitad de la canción y como introducción de un popurrí compuesto además por Killer Queen y I'm in Love with My Car, entre otras.

## Letra
La canción se considera la "carta de odio" de Freddie Mercury escrita en forma de ataque directo al mánager original de Queen Norman Sheffield, incorporando una gama de comentarios furiosos, entre insultos y maldiciones, todos puramente groseros y viciosos, y es descrito por Mercury como "tan vengativa que Brian se sentía mal al cantarla." Aunque la canción no hace ninguna referencia directa hacia él, Sheffield se horrorizó cuando escuchó la reproducción de la canción en Trident Studios en el lanzamiento del álbum, y demandó tanto a la banda como a la discográfica por difamación. Todo esto resultó en un acuerdo extrajudicial, revelando así al público su conexión con la canción.
En su autobiografía publicada en 2013, Life on Two Legs: Set The Record Straight, Norman Sheffield negó que hubiese maltratado a la banda como mánager, y refiriéndose a las copias de sus contratos originales de 1972 con Queen, incluidos en el libro, para respaldar su defensa. Sheffield murió en 2014.
Durante los conciertos en vivo Mercury solía dedicar la canción a "a real motherfucker of a gentleman". Esta frase se censuró utilizando pitidos en su álbum Live Killers de 1979.

You suck my blood like a leech

you break the law and you preach
screw my brain till it hurts
you've taken all my money
and you want more
misguided old mule with your pig headed rules
with your narrow minded cronies
who are fools of the first división
death on two legs
you're tearing me apart
death on two legs
you've never had a heart of your own
kill joy bad guy big talking small fry
you're just an old barrow boy
have you found a new toy to replace me?
can you face me?
but now you can kiss my ass goodbye
feel good are you satisfied?
do you feel like suicide?
(i think you should)
is your conscience all right
does it plague you at night?
do you feel good feel good?
You talk like a big business tycoon
you're just a hot air balloon
so no one gives you a damn
you're just an overgrown schoolboy
let me tan your hide
a dog with disease
you're the king of the 'sleaze'
put your money where your mouth is
mister know-all
was the fin on your back
part of the deal? (shark) 
death on two legs
you're tearing me apart
death on two legs
you've never had a heart (you never did) of your own
(right from the start)
insane you should be put inside
you're a sewer rat decaying in a cesspool of pride
should be made unemployed
then make yourself null and void 

make me feel good i feel good

## Directo
Queen interpretó «Death on Two Legs (Dedicated to...)»  desde 1977 hasta 1982, Esta canción era una de las favoritas de parte de su público junto a «Mustapha» del álbum Jazz de 1978.

## Créditos
- Freddie Mercury - Voz principal, coros y piano.
- Brian May - Guitarras eléctricas y coros.
- Roger Taylor - Batería y coros.
- John Deacon - Bajo y contrabajo.